# Serguéi Símonov
Serguéi Gavrílovich Símonov (en ruso: Серге́й Гаври́лович Си́монов; 9 de abril de 1894 - 6 de mayo de 1986) fue un diseñador de armas de la Unión Soviética y es uno de los padres del moderno fusil de asalto.
Es principalmente conocido por la Samozaryadny karabín sistemy Símonova (Самозарядный карабин системы Симонова), 1945; Carabina autocargable sistema Símonov de 1945), o carabina SKS. También fue un pionero en el área de los fusiles semiautomáticos y de asalto durante las décadas de 1920 y 1930, principalmente bajo la supervisión de Vladímir Fiódorov y Fiódor Tókarev. Sus primeros trabajos precedieron tanto al M1 Garand (1933) como la carabina M1, así como a las series de fusiles AK-47 y M16.

## Biografía
Nació el 9 de abril de 1894, en Fedótovo, Gobernación de Vladímir, Imperio ruso. Símonov empezó a trabajar en una fundición al poco tiempo de terminar sus estudios primarios. Hacia el final de la Primera Guerra Mundial, después de completar un curso básico de técnico, empezó a trabajar en un fusil automático pionero que había sido diseñado por Vladímir Fiódorov: el Avtomat Fiódorova. Después de la Revolución de Octubre, Símonov continuó sus estudios en el Instituto Politécnico de Moscú, graduándose en 1924 y entrando a trabajar en el gran Arsenal de Tula. Hacia 1926, él era un inspector de control de calidad en la ciudad de Tula y en 1927 fue ascendido al Departamento de Diseño y Desarrollo Soviético, donde trabajó bajo la supervisión de Fiódorov. 
Se convirtió en miembro del PCUS en 1927.
El fusil semiautomático AVS-36, que entró en servicio en la década de 1930 y fue empleado en las primeras etapas de la Segunda Guerra Mundial hasta 1940, cuando fue reemplazado por otros fusiles semiautomáticos.
Durante la Segunda Guerra Mundial, Símonov diseñó por su cuenta algunas armas, un subfusil que no entró en producción y un fusil antitanque semiautomático de 14,5 mm, el PTRS-41, cuyo mecanismo - de tamaño reducido - fue la base de la carabina SKS. Un primigenio fusil semiautomático, el AVS-36, tuvo inconvenientes debido a la insistencia oficial para que utilice el potente cartucho estándar 7,62 x 54 R; desafortunadamente, como se descubrió en el fusil semiautomático SVT-40 de Tókarev, era un cartucho de diseño defectuoso. Su pestaña dificultaba el funcionamiento rápido y fiable de un fusil semiautomático. Se probó el mecanismo con el cartucho 14,5 x 114 del PTRS-41. Se pudo haber calibrado la SKS para disparar el cartucho 7,62 x 54 R, pero tal potencia no era necesaria.
Hacia 1943, los avances en estrategia - y datos confirmados que mostraban que los enfrentamientos ocurrían a distantes entre 100 y 300 m - llevaron a la adopción de un cartucho más corto y menos potente, el 7,62 x 39 M1943 (también llamado "7,62 mm Soviético" o "7,62 mm Corto" para distinguirlo de otros cartuchos del mismo calibre). La nueva carabina pasó las pruebas de campo y en 1944, un lote de preproducción de la SKS fue enviado a la Operación Bagratión para ser probada en combate. Después de algunas modificaciones, fue oficialmente adoptada con la designación 7,62 Samozaryadny Karabín Sistemy Símonova Obrazéts 1945 g. (Carabina autocargable sistema Símonov de 7,62 del año 1945) o SKS-45, y elegida como reemplazo ideal del SVT-40.
Fue enterrado en el cementerio de Kúntsevo.

## Proyectos
- AKS-53
- AKS-91
- AO-31
- AO-35
- AO-63

## Condecoraciones
- Premio Estatal Stalin en 1942, 1949[1][2][3]
- Héroe del Trabajo Socialista (20 de octubre de 1954)[3]
- Orden de Lenin[1][2] (tres veces) - 1942, 1954, 1984
- Orden de la Revolución de Octubre[2] (1974)
- Orden de Kutúzov de 2.ª Clase[2] (1945)
- Orden de la Guerra Patria de 1.ª Clase[2] (1944)
- Orden de la Bandera Roja del Trabajo (dos veces)[2]
- Orden de la Estrella Roja[2] (8 de junio de 1939)
- varias medallas[1]

## Publicaciones
- Д. Н. Болотин. Советское стрелковое оружие за 50 лет. Л., 1967 - 584 стр.
- Симонов, Сергей Гаврилович // Советская военная энциклопедия (в 8 тт.) / под ред. Н. В. Огаркова. том 7. М.: Воениздат, 1980. стр.345-346
- А. Ф. Шестаковский. Самородок. М., "Московский рабочий", 1983.